# Black (film)
Black (Hindi: ब्लैक, Urdu: بلیک) è un film del 2005 diretto da Sanjay Leela Bhansali. La storia di Black ruota intorno ad una ragazza sordocieca, ed alla sua relazione con il suo insegnante che, a sua volta, sta sviluppando la malattia di Alzheimer. La prima metà del film è un adattamento dell'autobiografia di Helen Keller The Story of My Life.
Il film è stato presentato in anteprima al Casablanca Film Festival ed all'International Film Festival of India. Il film ha vinto il National Film Award il miglior film in Hindi ed undici Filmfare Awards. Time (Europa) ha selezionato il film come uno dei dieci migliori film dell'anno 2005 in tutto il mondo, posizionandolo alla quinta posizione. Indiatimes Movies ha posizionato il film nella lista dei 25 Must See Bollywood Films.

## Trama
A seguito di una malattia, Michelle McNally è diventata cieca e sorda all'età di appena due anni. Di fronte alla propria figlia con cui non riescono a comunicare, i genitori di Michelle sono impotenti e devono passare otto anni prima che si affidino a Debraj Sahai, un insegnante specializzato nel campo. Quest'ultimo, a forza di pazienza e perseveranza, riesce a trovare un sistema di comunicazione con Michelle, utilizzando un sistema di segni abbinati ad un significato. Grazie a Debraj Sahai, Michelle riesce a riprendere i contatti con il mondo che la circonda. Anni dopo, quando è ormai diventata adulta, Michelle trova il suo ex insegnante gravemente colpito dalla malattia di Alzheimer. La ragazza farà il possibile per aiutarlo.

## Accoglienza
Black inizialmente doveva essere distribuito il 10 dicembre 2004, ma Bhansali decise di posticipare la sua uscita all'ultimo momento. Black è stato quindi distribuito il 4 febbraio 2005 in 170 differenti città in India, un numero piuttosto piccolo in confronto alla maggior parte delle grosse produzioni di Bollywood. Black è stato inoltre presentato in anteprima in numerosi festival del cinema internazionale come il Casablanca Film Festival.

### Critica
Black ha incontrato giudizi critici principalmente positivi. La recitazione di Rani Mukerji ed Ayesha Kapoor soprattutto è stata elogiata dalla critica. Richard Corliss del Time ha selezionato Black come uno dei migliori film del 2005. Il film è stato inoltre elencato dalla rivista Indiatimes nella classifica dei 25 Must See Bollywood Movies.

### Box office
Black ha incassato circa 220.000.000 rupie indiane, diventando l'undicesimo maggior incasso cinematografico indiano del 2005. Il sito specializzato India.com l'ha definito come un successo commerciale "medio" . In aggiunta, Black ha incassato approssimativamente 754,819 dollari negli Stati Uniti e 473,862 euro nel Regno Unito.

## Riconoscimenti
Black ha vinto il National Film Award per il miglior film in Hindi e Amitabh Bachchan ha ricevuto il National Film Award per il miglior attore in occasione dei cinquantatreesimi National Film Awards. Inoltre Black detiene il record per il maggior numero di Filmfare Awards vinti, grazie ad un totale di undici FilmFare Award ricevuti (Miglior film, miglior regista, miglior attore, miglior attrice, premio della critica al miglior film, premio della critica per la migliore interpretazione, miglior attrice non protagonista, miglior montaggio, miglior fotografia e miglior colonna sonora), battendo Dilwale Dulhania Le Jayenge (1995) e Devdas (2002) che ne avevano vinti dieci a testa.